# Heliothela
Heliothela é um gênero de mariposa pertencente à família Crambidae.